# Velika pagoda divje gosi
Velika pagoda divje gosi ali Velika pagoda divje gosi (kitajsko: 大雁塔; pinjin: Dàyàn tǎ, dobesedno 'pagoda velike labodje gosi') je monumentalna budistična pagoda, ki stoji v južnem Šjanu v provinci Šaanši na Kitajskem. Zgrajena je bila okoli leta 652 v času dinastije Tang in je imela prvotno pet nadstropij. Obnovljena je bila leta 704 v času vladavine cesarice Vu Dzetian, njena zunanja opečna fasada pa je bila dodana v času dinastije Ming.
Ena od številnih funkcij pagode je bila shranjevanje suter in figuric Gautama Bude, ki jih je na Kitajsko iz Indije prinesel budistični menih, učenjak, popotnik in prevajalec iz 7. stoletja Šuandzang. Danes notranje stene pagode krasijo gravirani kipi Bude, ki jih je izdelal priznani umetnik iz 7. stoletja Jan Liben.
Ta pagoda je bila leta 2014 dodana na seznam svetovne dediščine, skupaj s številnimi drugimi kraji vzdolž svilne poti, kot del območja Svilna pot v gorovju Tjanšan.

## Okolica in zgodovina
Prvotna pagoda je bila zgrajena med vladavino cesarja Gaodzonga iz dinastije Tang (vladal 649–683) in je takrat stala na višini 60 metrov. Ta konstrukcija iz zbitih tal s kamnito zunanjo fasado se je porušila pet desetletij pozneje. Vladajoča cesarica Vu Dzetian je pagodo do leta 704 dala obnoviti in ji dodati pet novih nadstropij.
Silni potres leta 1556 je pagodo močno poškodoval in jo zmanjšal za tri nadstropja na sedanjo višino sedmih nadstropij.
Struktura se zelo opazno (nekaj stopinj) nagiba proti zahodu. Sorodna struktura, Mala pagoda divjih gosi iz 8. stoletja v Šjanu, je v potresu leta 1556 utrpela le manjšo škodo (do danes ni popravljena). Velika pagoda divje gosi je bila v času dinastije Ming (1368–1644) temeljito popravljena in ponovno obnovljena leta 1964. Pagoda trenutno stoji na višini 64 metrov in z vrha ponuja razgled na mesto Šjan.
Stolp stoji znotraj kompleksa templja Dacien ('usmiljenje in prijaznost'). Tempelj Dacien je bil zgrajen leta 648 v čast cesarici Džangsun. Tempeljski kompleks je odprt za javnost in vsako leto sprejme milijone turistov. Dostopen je s postaje Dajanta na liniji 3 podzemne železnice Šjan. En vhod se nahaja na severovzhodnem vogalu severnega trga. Nov vhod se je odprl konec leta 2017.

## Zgodovina
V tretjem letu vladavine dinastije Tang Jonghui (652 n. št.) je Šuandzang, da bi ohranil na stotine sanskrtskih spisov, ki jih je prinesel iz Indije, nadzoroval gradnjo pagode v zahodnem slogu v templju Dacien. Sprva znana kot pagoda templja Cien, je bila kasneje preimenovana v pagodo divje gosi. Da bi jo ločili od manjše pagode, zgrajene pozneje v templju Džjanfu, je postala znana kot pagoda velike divje gosi. Kar zadeva izvor imena Pagoda divje gosi, je najbolj sprejeta teorija, da izvira iz legende o »pokopu divje gosi in gradnji pagode«.:14
Prvotni stolp je bil petnadstropna zgradba z zunanjo plastjo opeke in notranjim jedrom iz zemlje. V letih Čangan dinastije Vu Džov je bil stolp že poškodovan zaradi plevela, ki je rasel med opečnimi spoji. Cesarica Vu Dzetian in plemiči so darovali sredstva za rušenje prvotnega stolpa in njegovo obnovo v sedemnadstropni kvadratni paviljonski stolp. V letih Dalija je bil razširjen na deset nadstropij, a ga je kasneje uničila vojna. Kasneje je bil ponovno zgrajen kot sedemnadstropni stolp.:7 V letih Čangšing v obdobju petih dinastij, poznejše dinastije Tang (930–933 n. št.), je guverner zahodnega Pekinga, An Čongba, nadzoroval popravilo Velike pagode divje gosi. V tem času je pagoda dobila svojo osnovno obliko, kot jo poznamo danes.:64 Do časa Severne dinastije Song je od templja Cien ostala le še Velika pagoda divje gosi. V drugem letu vladavine Čenghua iz dinastije Ming (1466) je bil tempelj Cien, vključno z Veliko pagodo divje gosi, popolnoma prenovljen. V dvaintridesetem letu obdobja Vanli (1604) je bila na Veliki pagodi divje gosi izvedena posebna obnova, med katero so bile ponovno nameščene lestve znotraj vsakega nadstropja in okoli prvotne strukture dinastije Tang je bila zgrajena dodatna šestdeset centimetrov debela plast obloge. V obdobju Kangši v dinastiji Čing se je Velika pagoda divje gosi začela nagibati, in do leta 1996 je nagib dosegel približno 1 meter. Od takrat potekajo obnovitvena prizadevanja za stabilizacijo in obnovo strukture. Po ustanovitvi Ljudske republike Kitajske je bila Velika pagoda divje gosi deležna posebnih zaščitnih ukrepov. Leta 1963 je bila pagoda Velike divje gosi uvrščena na seznam nacionalne ključne enote za zaščito kulturnih relikvij, leta 2013 pa je bila vpisana na seznam svetovne dediščine kot del »Svilna pot v gorovju Tjanšan«.

## Strukture
Pagoda Velike divje gosi stoji v severnem delu templja Dacien in je paviljonska kvadratna opečnata pagoda, sestavljena iz podstavka, telesa in vrha. Skupna višina pagode, vključno z podstavkom, je 64,1 metra. Podstavek pagode je visok približno 4,2 metra, širina v smeri sever-jug pa je približno 48,8 metra. Dolžina najnižje strani stolpa je 25 metrov, zgornje etaže pa se postopoma zožujejo in tvorijo stožčasto obliko. Na stičišču vsakega nadstropja so kvadratni stebri, balustrade, loki in dougong, vsi zgrajeni v imitaciji lesenih konstrukcij. Vsaka etaža stolpa vsebuje odprte prostore. Prva in druga etaža imata na vsaki strani 10 skritih stebrov, prostori na teh etažah pa so razdeljeni na 9 delov. Tretja in četrta etaža imata na vsaki strani 8 skritih stebrov, ki prostore delijo na 7 delov. Od petega do sedmega nadstropja je na vsaki strani 6 skritih stebrov, ki delijo sobe na 5 delov. Vsaka soba je okrašena s freskami, ki večinoma prikazujejo Šuandzangovo potovanje na zahod, da bi našel svete spise. V prvem nadstropju so na vseh štirih straneh kamnita vrata z vgraviranimi kipi Bude in nebeškega kralja na prekladah. Vsako nadstropje ima na vseh štirih straneh opečnat lok, notranjost stolpa pa je opremljena s stopnicami za vzpon, s skupno 248 stopnicami. Na vseh štirih straneh pritličja imajo obokana vrata preklade in okvirje iz modrega kamna, zgoraj pa so vklesane linijske figure Bude. Zahodna preklada ima vklesan Amitabha Buda, ki pridiga.:59
V opečnih nišah na obeh straneh zunaj južnih vrat pritličja pagode sta dve kamniti plošči. Ena plošča vsebuje »Predgovor k svetim naukom velikega Tang Sandzanga«, ki ga je napisal cesar Taidzong Li Šimin iz dinastije Tang v 22. letu obdobja Dženguan (648) za svete spise, ki jih je prevedel Šuandzang. Druga plošča vsebuje »Zapis predgovora k svetim naukom velikega Tang Sanzanga«, ki ga je napisal cesar Gaodzong Li Dži za isti predgovor. Obe kamniti plošči je napisal Ču Suiliang in sta relativno dobro ohranjeni, z jasno pisavo. Na vrhu stele je vgraviran zvit zmaj či, stranice so okrašene z rezbarijami trave s kodrastimi listi, podstavek pa ima vzorce nebeških bitij, ki plešejo in igrajo glasbo.

## Razvoj in ohranjanje
Leta 1954 je bilo zamenjano notranje spiralno stopnišče Velike pagode divje gosi, notranje stene stolpa pa so bile obnovljene. Leta 1961 je bila pagoda razglašena za območje večje kulturne dediščine pod zaščito na nacionalni ravni. Leta 1962 je bila na stolp nameščena oprema za zaščito pred strelo. Leta 1963 je bil obnovljen vrh pagode. Leta 1990 so skrbniki pagode po pridobitvi odobritve Državnega urada za kulturne relikvije organizirali osebje za izvajanje vzdrževalnih del, ki so se nadaljevala do leta 1992. Glavne naloge so vključevale ojačitev napuščev drugega nadstropja, popravilo vrha pagode in zamenjavo nekaterih poškodovanih opek v pritličju. Junija 1995 je bil sistem zaščite pred strelo pagode Velike divje gosi celovito nadgrajen, kar je trajalo eno leto. Med letoma 2000 in 2003 je bil zaključen projekt za preprečevanje pronicanja vode in ojačitev vrha in napuščev pagode. Leta 2008 je potres v Venčuanu povzročil puščanje na vrhu Velike pagode divje gosi. S tem povezana popravila so se začela junija 2012 in so bila uspešno zaključena. 22. junija 2014 je bil projekt »Svilna pot v gorovju Tjanšan«, ki so ga skupaj predložile Kitajska, Kazahstan in Kirgizistan, uspešno vpisan na 38. zasedanje Odbora za svetovno dediščino. Velika pagoda divje gosi je bila skupaj z Malo pagodo divje gosi in templjem Šingdžjao uvrščena na seznam svetovne dediščine.
Poslušajte ta članek (16 minut)
Trajanje: 15 minut in 48 sekund. 15:48
Ikona govorjene Wikipedije
Ta zvočna datoteka je bila ustvarjena iz revizije tega članka z dne 30. novembra 2015 in ne odraža poznejših sprememb.
(Pomoč pri zvoku · Več govorjenih člankov)
Leta 1956 je ljudska vlada mesta Šjan ustanovila namensko institucijo za zaščito Velike pagode divje gosi, znano kot Urad za skrbništvo Velike pagode divje gosi. Urad za skrbništvo je v glavnem odgovoren za vsakodnevno vzdrževanje pagode Velike divje gosi, reševanje izrednih razmer, organizacijo obsežnih vzdrževalnih projektov in nadzor nad razvojem turizma. Zaporedoma je bil pod upravo Urada za kulturo mesta Šjan, Urada za kulturne relikvije in Urada za kulturne relikvije in parke. Leta 1983 je bilo upravljanje Urada za skrbništvo Velike pagode divje gosi preneseno na Odbor za etnične zadeve mesta Šjan.] 16. julija 2013 je ljudska vlada mesta Šjan pregledala in sprejela Ukrepe za zaščito in upravljanje pagode, ki so začeli veljati 26. avgusta 2013.
Zaradi prekomernega izkoriščanja lokalne podtalnice se je nagib Velike pagode divje gosi od leta 1945 naprej začel pospeševati. Od leta 1985 do 1996 je stopnja nagiba dosegla povprečno 1 milimeter na leto. Do leta 1996 je po terenskih meritvah, ki jih je izvedla geodetska in kartografska enota Ljudske republike Kitajske, nagib že dosegel 1,0105 metra. V odgovor je občinska vlada Šjana leta 1996 začela izvajati ukrepe za tesnjenje vodnjakov za več kot 400 zaprtih vodnjakov v enotah, ki obkrožajo pagodo Velike divje gosi. To je omogočilo, da se je pagoda od leta 1997 postopoma vrnila v prvotni položaj. Do konca leta 2006 se je Velike pagoda divje gosi premaknila za 9,4 milimetra v nasprotni smeri nagiba, s povprečno hitrostjo približno 1 milimeter na leto, z relativno stabilno hitrostjo.
Leta 1988 je bila uradno zaključena zasnova mestnega grba Šjana, s silhueto Velike pagode divje gosi kot glavnim sestavnim delom. V začetku leta 2001 je bil uradno dokončan Južni trg Velike pagode divje gosi pred templjem Dacien. Trg, ki se razteza na 32,6 hektarjev, med drugim vključuje kip Šuandzanga, urejene vrtove, granitne tlakovce in vodni most.ref>西安赏雨胜地 大雁塔南广场。[Xi’an’s Best Place to Enjoy the Rain: South Square of the Big Wild Goose Pagoda.] 新浪旅游. 2013-11-08 [2015-02-09]. （原始内容 存档于2017-11-20）</ref> Decembra 2002 se je uradno začela rušenje in obnova severne strani Velike pagode divje gosi. Marca 2003 se je začela gradnja Severnega trga Velike pagode divje gosi, ki je bil do decembra 2003 dokončan. Celoten trg se razteza 300 metrov od severa proti jugu in 450 metrov od vzhoda proti zahodu, s skupno površino 200 hektarjev. Sestavljen je predvsem iz osrednjega vodnega elementa, tematskega trga kulture Tang, odprtih vrtov, umetniške promenade in komercialnih objektov. Leta 2013 so se turisti pritoževali nad prvotno ceno vstopnice za pagodo, ki je znašala 20 juanov izven sezone, in ceno vstopnice za glavno sezono, ki je znašala 30 juanov. Vendar pa so po pritožbah ceno vstopnice za glavno sezono zvišali na 40 juanov. Urad za cene province Šaanši je v odgovor na to na svoji uradni spletni strani objavil izjavo, v kateri je navedel, da zvišanje cen ni bilo odobreno in da je bila odločitev o zvišanju dejansko napaka osebja. Poleg tega je leta 2013 mestni urad za načrtovanje Šjan, da bi zagotovil vlogo Velike pagode divje gosi kot absolutne znamenitosti v okolici, razglasil varovalni pas okoli pagode. Specifične meje varovalnega pasu so naslednje: od severa do juga do druge obvoznice, od juga do tretje ceste Jannan, od zahoda do ceste Cuihua in od vzhoda do vzhodne ceste Furong. Vključuje tudi tri »koridorje vidne linije«, ki se raztezajo od ceste Janta do vrat Hepingmen, od zahodne ceste Janta do ceste Hengguang in od južne ceste Janta do rdeče črte četrte ceste Jannan. Varnostni pas je razdeljen na območja nadzora višine 6 metrov, 9 metrov, 12 metrov, 18 metrov, 24 metrov, 36 metrov, 45 metrov in 60 metrov.

## Galerija
- Zlati kip Šuandzanga
- Zlata pagoda v pagodi divje gosi
- Pagoda ponoči
- kip Šuandzanga. Velika pagoda divje gosi
- Pogled od blizu na napušč in zunanje opeke
- Dvorana Avalokitešvara
- Pogled iz parka
- Notranjos
- Pogled z vrha, leta 2014
- Nočni pogled na Južni trg pagode Dayan leta 2020
- Spodaj stranski pogled
- Na Severnem trgu Velike pagode divje gosi redno potekajo predstave s fontanami